# Domul din Milano
Domul din Milano, în italiană Duomo di Santa Maria Nascente, este catedrala Arhiepiscopiei Romano-Catolice de Milano.
Cu o suprafață de 12000 mp, catedrala milaneză, una dintre imaginile emblematice ale Italiei și ale Europei, este cel de-al treilea edificiu bisericesc romano-catolic ca mărime din Italia, după Bazilica San Pietro din Roma și Catedrala Santa Maria din Florența. Podoabă cu totul unică a arhitecturii gotice, catedrala din Milano are o capacitate de peste 40.000 de locuri și o lungime de 157 m.
Este una dintre catedralele occidentale a căror construcție s-a întins pe durata a câtorva secole. Începută în 1386 și incheiată în 1892 din cauza unor întârzieri, ea domină astăzi piața centrală din Milano, fiind un simbol al puterii economice pe care această capitală a Lombardiei, poartă de intrare a comerțului ce traversa Alpii, l-a reprezentat timp de veacuri. Maiestuozitatea și formele estetice ale catedralei sunt grăitoare: detaliile sculpturale ale celor 135 de turle, dintre care cea mai înaltă atinge 109 metri, și cele peste 2000 de statui, sunt foarte atent executate, la fel și marile ferestre ale clădirii, considerate a fi cele mai mari din lume.
Constructia propriu-zisă a inceput in 1386 la inițiativa arhiepiscopului Antonio de Saluzzo, într-un stil gotic târziu, cu specific mai degrabă francez decât italian. Munca a continuat timp de secole, turnul principal fiind împodobit în 1762 cu o statuie policromă a Fecioarei Maria, căreia i-a fost dedicat de la început domul milanez. Interiorul nu este mai puțin frapant. Cinci nave gigantice, separate de stâlpi de piatră artistic sculptați, sunt încadrate de ferestre cu vitralii executate cu mare măiestrie. Absida, partea cea mai veche a catedralei, include trei ferestre în formă de roză, realizate de Filippino de Modena, într-un mod ce dezvăluie complexitatea sculpturii din secolul al XIV-lea. Fereastra mijlocie este una din cele mai mari ferestre de absidă din lume.
Poetul romantic englez Percy Shelley, călător în Italia la începutul secolului al XVIII-lea, afirma că interiorul domului este cel mai bun loc pentru a citi Divina Comedie. Dar, doar cu puțin timp înainte, domul fusese martorul unui eveniment cu totul opus explorării lumii celeste a lui Dante, mai exact catedrala fusese aleasă de Napoleon pentru a fi încoronat rege al Italiei.

## Galerie de imagini

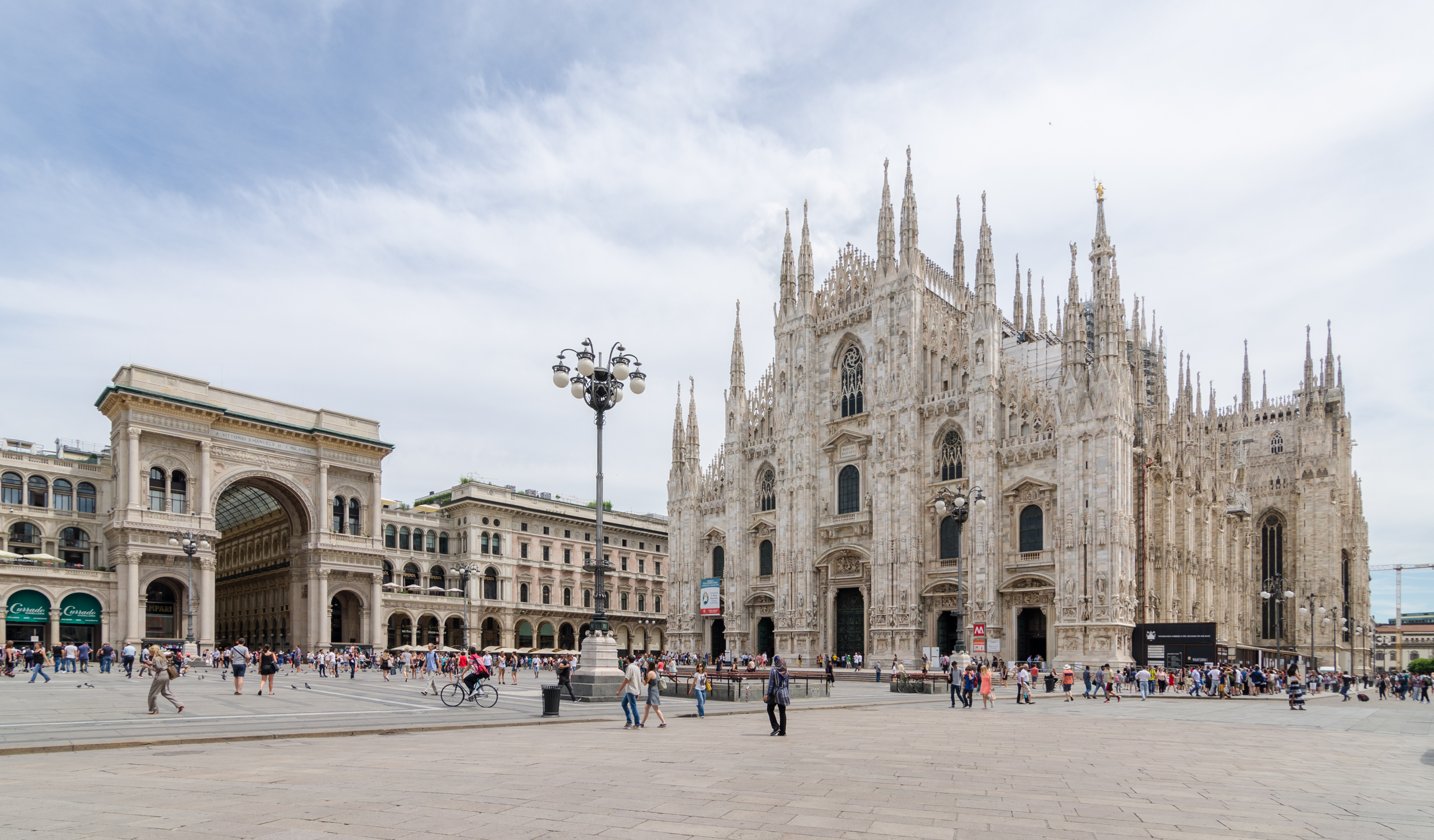
Domul din piaţă.
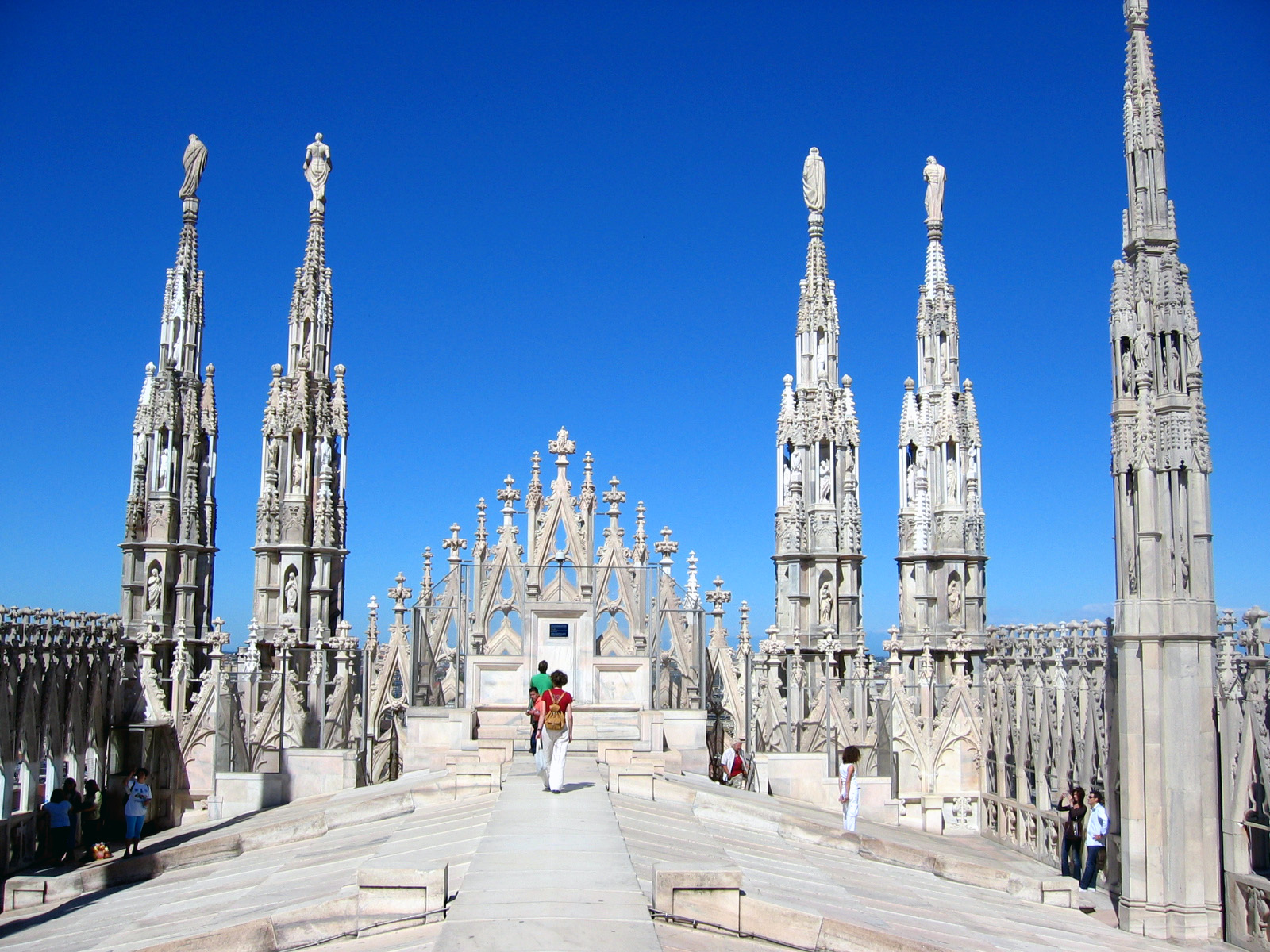
Pe acoperişul domului.
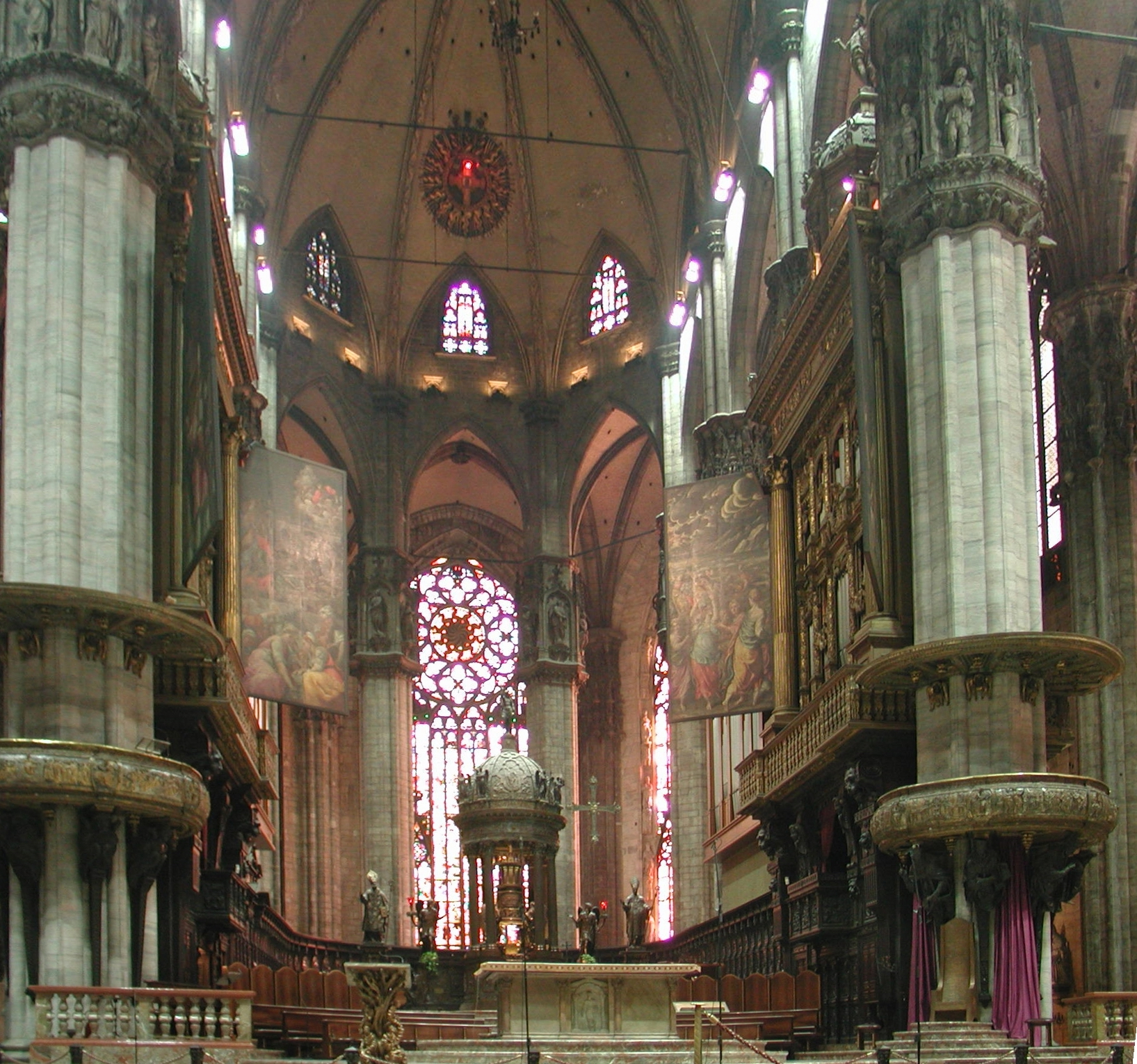
Interiorul domului (corul).